# كرن دونس (كورنوال)
كرن دونس (بالإنجليزية: Carnon Downs)‏ هي قرية تقع في المملكة المتحدة في كورنوال.